# Tom Dumoulin
Tom Dumoulin (ur. 11 listopada 1990 w Maastricht) – holenderski kolarz szosowy. Mistrz świata w jeździe indywidualnej na czas (2017), dwukrotny srebrny medalista igrzysk olimpijskich (2016, 2020) w tej samej konkurencji. Wielokrotny medalista mistrzostw świata, zwycięzca Giro d’Italia 2017.

## Najważniejsze osiągnięcia
2010
- 1. miejsce w Grand Prix du Portugal

2011
- 1. miejsce w Triptyque des Monts et Châteaux

2012
- 5. miejsce w Tour de Luxembourg

2013
- 2. miejsce w Eneco Tour
- 2. miejsce w mistrzostwach Holandii (start wspólny)
- 3. miejsce w mistrzostwach Holandii (jazda ind. na czas)
- 5. miejsce w Belgium Tour

2014
- 2. miejsce w Belgium Tour
- 5. miejsce w Tour de Suisse
- 1. miejsce w mistrzostwach Holandii (jazda ind. na czas)
- 3. miejsce w Eneco Tour
  - 1. miejsce na 3. etapie (jazda ind. na czas)
  -  1. miejsce w klasyfikacji punktowej
- 2. miejsce w Tour of Alberta
  - 1. miejsce na 1. etapie
- 2. miejsce w Grand Prix Cycliste de Québec
- 3. miejsce w mistrzostwach świata (jazda ind. na czas)

2015
- 4. miejsce w Tour Down Under
- 1. miejsce na 6. etapie (jazda ind. na czas) Vuelta al País Vasco
- 3. miejsce w Tour de Suisse
  - 1. miejsce na 1. etapie (jazda ind. na czas)
- 6. miejsce w Vuelta a España
  - 1. miejsce na 9. i 17. (jazda ind. na czas) etapie
  - lider klasyfikacji generalnej przez 6 etapów (6., 10-11. oraz 18-20.)

2016
- 5. miejsce w Tour de Romandie
- 1. miejsce na 1. etapie (jazda ind. na czas) Giro d’Italia
- 1. miejsce na 9. i 13. (jazda ind. na czas) etapie Tour de France
- 1. miejsce w mistrzostwach Holandii (jazda ind. na czas)
- 2. miejsce na igrzyskach olimpijskich (jazda ind. na czas)

2017
- 3. miejsce w Abu Dhabi Tour
- 1. miejsce w Giro d’Italia
  - 1. miejsce na 10. (jazda ind. na czas) i 14. etapie
- 1. miejsce w BinckBank Tour
- 1. miejsce w mistrzostwach świata (jazda druż. na czas)
- 1. miejsce w mistrzostwach świata (jazda ind. na czas)
- 3. miejsce w klasyfikacji UCI World Tour

2018
- 2. miejsce w Giro d’Italia
  - 1. miejsce na 1. etapie (jazda ind. na czas)
- 2. miejsce w Tour de France
  - 1. miejsce na 20. etapie
- 2. miejsce w mistrzostwach świata (jazda druż. na czas)
- 2. miejsce w mistrzostwach świata (jazda ind. na czas)
- 4. miejsce w mistrzostwach świata (start wspólny)

2021
- 1. miejsce w mistrzostwach Holandii (jazda ind. na czas)
- 2. miejsce na igrzyskach olimpijskich (jazda ind. na czas)

2022
- 2. miejsce w mistrzostwach Holandii (jazda ind. na czas)

## Starty w Wielkich Tourach
| Grand Tour | 2012 | 2013 | 2014 | 2015 | 2016 | 2017 | 2018 | 2019 | 2020 |
| ---------- | ---- | ---- | ---- | ---- | ---- | ---- | ---- | ---- | ---- |
| Giro       | -    | -    | -    | -    | DNF  | 1.   | 2.   | DNF  | -    |
| Tour       | -    | 41.  | 33.  | DNF  | DNF  | -    | 2.   | -    | 7.   |
| Vuelta     | DNF  | -    | -    | 6.   | -    | -    | -    | -    | DNF  |

## Rankingi
| Rok              | 2010 | 2011 | 2012 | 2013 | 2014 | 2015 | 2016 | 2017 | 2018 | 2019 | 2020 | 2021 | 2022 |
| ---------------- | ---- | ---- | ---- | ---- | ---- | ---- | ---- | ---- | ---- | ---- | ---- | ---- | ---- |
| UCI World Tour   |      |      |      | 60.  | 21.  | 15.  | 27.  | 3.   | 10.  |      |      |      |      |
| World Ranking    |      |      |      |      |      |      | 24.  | 5.   | 8.   | 148. | 54.  | 149. | 567. |
| UCI Europe Tour  | 244. | 129. | 133. |      |      |      | 221. | 683. | 626. | 122. | 44.  | 127. | 442. |
| UCI Asia Tour    | -    | -    | -    |      |      |      | 53.  | -    | 446. |      |      |      |      |
| UCI America Tour | -    | -    | 320. |      |      |      | 13.  | -    | -    |      |      |      |      |
| UCI Oceania Tour | 70.  | -    | -    |      |      |      | -    | -    | -    |      |      |      |      |
|                  |      |      |      |      |      |      |      |      |      |      |      |      |      |
| Źródło: UCI      |      |      |      |      |      |      |      |      |      |      |      |      |      |